# Pedro Marieluz Garcés

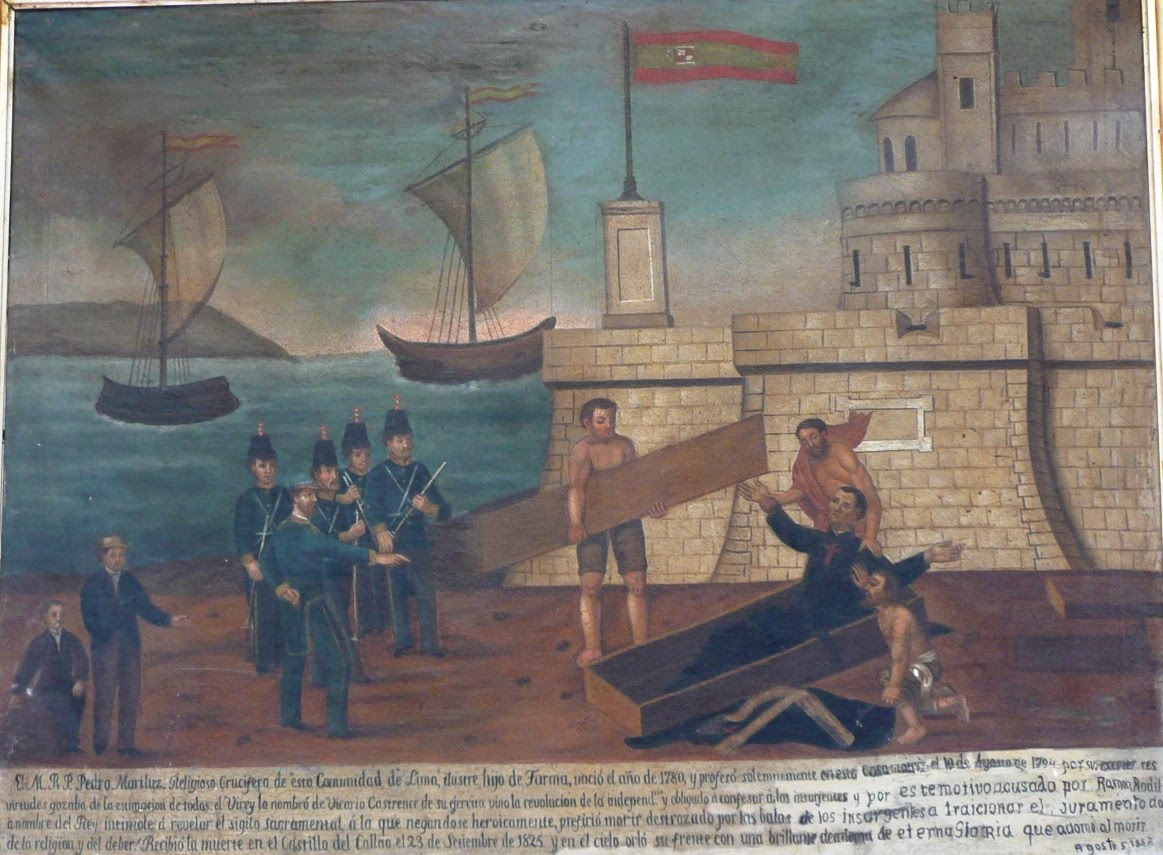
Darstellung der Erschießung des Kamillianerpaters Pedro Marieluz.

Pedro Marieluz Garcés (auch Petrus Marielux; * 1780 in Tarma, Peru; † 23. September 1825 oder 1. Januar 1826 in Callao, Peru) war ein peruanischer römisch-katholischer Ordenspriester und gilt als Märtyrer des Beichtgeheimnisses.

## Leben

### Herkunft und Werdegang
Pedro Marieluz wurde im ersten Drittel des Jahres 1780 in Tarma als Sohn wohlhabender Eltern geboren. Er trat als 16-Jähriger in den Orden der Kamillianer ein und wurde nach zweijährigem Noviziat und anfänglicher Abweisung durch die Oberen nach Einschaltung eines Anwalts zu den Ordensgelübden zugelassen, die er am 10. August 1798 im Convento de la Buenamuerte, dem Hauptkloster der Kamillianer in Lima, ablegte. Am 28. Juni 1806 wurde er zum Priester geweiht und in den Kamillianerkonvent an der Kirche Santa Liberata in Rímac, einem Außenbezirk Limas, versetzt.

### Kriegsteilnahme
Im Unabhängigkeitskrieg stand Pater Pedro Marieluz auf Seiten der Royalisten und schloss sich nach dem Einzug der chilenisch-argentinischen Expeditionstruppen unter José de San Martín nach Lima im Juli 1821 dem Heer des spanischen Vizekönigs José de la Serna an, der sein Hauptquartier in Cuzco errichtet hatte. Auch ein Onkel Pedros gehörte als Oberleutnant zu einer Gardeeinheit des Vizekönigs. Wie auch einige seiner Mitbrüder wurde Pedro Marieluz zum Militärkaplan ernannt. Mit den spanischen Truppen nahm er an verschiedenen Militäroperationen teil und war beim Sieg von Ica am 7. April 1822 bei der royalistischen Armee unter General José de Canterac anwesend. Mit dessen Heer kehrte Marieluz im Juni 1823 kurzzeitig nach Lima zurück, wo er die Plünderungen vor der neuerlichen Aufgabe der Stadt durch die Spanier miterlebte.
Peru war zu dieser Zeit zweigeteilt: Das Küstengebiet mit Lima und Callao befand sich in der Hand der republikanischen Regierung, während der Süden und das Bergland unter spanischer Kontrolle verblieben. Erst die Ankunft großkolumbianischer Kräfte unter Simón Bolívar und Antonio Sucre in Callao im September 1823 brachte die militärische Entscheidung und führte zum endgültigen Erfolg der peruanischen Patrioten.
Im Februar 1824 brachten loyalistischen Kräfte die Hauptstadt nach einer royalistischen Revolte unter den Besatzungen der Forts noch einmal in spanischen Besitz. Der spanische Brigadier José Ramón Rodil Campillo, zu dessen Division der Kamillianerpater gehörte, besetzte die Festungen von Callao und errichtete ein hartes Militärregime in der Umgegend. Nach der entscheidenden Niederlage der Royalisten in der Schlacht bei Ayacucho am 9. Dezember 1824 und der anschließenden Kapitulation des spanischen Vizekönigs schlossen sich die letzten spanischen Verbände, die sich nicht ergeben wollten, unter Rodils Führung in der Fortaleza del Real Felipe in der Bucht von Callao ein und wurden von einem independentistischen Heer unter General Bartolomé Salom belagert. Mit der Übergabe dieser Festung nach fast vierzehnmonatiger Belagerung am 23. Januar 1826 endete die spanische Präsenz in Südamerika.

### Tod in Callao
Pater Marieluz befand sich als Festungsgeistlicher unter den Eingeschlossenen. Während der Belagerung entwickelte sich unter den zermürbten Soldaten, die in aussichtsloser Lage auf Entsatz aus Spanien hofften, ein von Entbehrung, Anspannung und gegenseitigem Misstrauen geprägtes Klima, da ständig mit Überläufern und Verrätern gerechnet werden musste. In der Endphase der Belagerung entschlossen sich offenbar einige Offiziere zu einer Revolte gegen den Festungskommandanten José Ramón Rodil, um zu desertieren oder den Platz gegen dessen Willen an die Belagerer zu übergeben. Berichten zufolge kam es zu einer Denunziation, die dann zur Erschießung mehrerer Beschuldigter sowie des Kamillianerpaters Pedro Marieluz auf Befehl des Kommandanten Rodil führte. Das Todesdatum Marieluz’ wird meist im September 1825 angegeben.
Ramón Rodil wurde von König Ferdinand VII. mit dem Titel eines Feldmarschalls geehrt und nach seiner Rückkehr nach Spanien 1831 geadelt. Er war christinischer Heerführer im Ersten Carlistenkrieg, wurde in den 1830er Jahren spanischer Kriegsminister und unter der Regentschaft Baldomero Esparteros kurzzeitig Regierungschef Spaniens.

## Überlieferung

### Zeugnisse
Über die Grausamkeit und Entschlossenheit des als unduldsam und tyrannisch geschilderten Rodil und über seinen irrational anmutenden Durchhaltewillen als Befehlshaber der eingeschlossenen Brigade in Callao kursierten bereits in den Jahrzehnten nach 1826 anekdotische (oft übertriebene) Schilderungen und Gerüchte in der internationalen Presse. Sie machten sich besonders an den brutalen Maßnahmen kurz vor Beginn der Kapitulationsverhandlungen (etwa um die Jahreswende 1825/26) fest, als die Eingeschlossenen praktisch keinerlei Vorräte mehr besaßen, Rodil eine Übergabe aber weiterhin strikt verweigerte und zahlreiche aufgabewillige Soldaten als Deserteure erschießen ließ. Auch die jüngste quellenkritische Untersuchung des Ablaufs der Belagerung hält an der von dem spanischen Militärhistoriker Verardo García Rey 1930 erarbeiteten Rekonstruktion fest, wonach die Aufdeckung einer Meuterei mehrerer Hauptleute in der zweiten Dezemberhälfte des Jahres 1825 und deren Erschießung am 1. Januar 1826 stattfanden. Nur wenige Tage später liefen zwei weitere Offiziere aus Rodils Stab, deren Beteiligung an der Verschwörung bis dahin nicht entdeckt worden war, mit mehreren Soldaten und wertvollen Informationen zum Feind über, was den Auftakt zu den im selben Monat aufgenommenen Kapitulationsverhandlungen bildete. Marieluz taucht in dieser, teils auf Rodils eigenen Erinnerungen aufbauenden Rekonstruktion der Ereignisse allerdings nicht auf, sodass nicht völlig geklärt ist, ob der Priester tatsächlich im Zuge der Niederschlagung dieser Revolte oder möglicherweise schon vorher (vielleicht im September) aus anderem Anlass erschossen wurde.
Im Vorfeld eines 1887 auf Betreiben des Kamillianerordens im Erzbistum Lima eröffneten Seligsprechungsprozesses wurden fünf Zeugen vernommen, die Pedro Marieluz noch gekannt hatten; davon zwei Familienangehörige und drei Augenzeugen, die zur eingeschlossenen Besatzung der Festung gehört hatten. Ihre Aussagen bestätigen, dass der Kamillianerpater von den Soldaten als Priester und Seelsorger geschätzt wurde und sein Tod damit zusammenhängt, dass er zwei aufständischen Offizieren die Beichte abgenommen und der Kommandant Rodil Informationen über deren Inhalt verlangt habe. Darum sei Pedro Marieluz von vielen als Heiliger betrachtet worden.

### Ricardo Palma
Der peruanische Schriftsteller Ricardo Palma überliefert in seiner zuerst am 15. Mai 1886 in der Zeitung Nacional in Lima veröffentlichten Erzählung El secreto de confesión („Das Beichtgeheimnis“) einige Einzelheiten des Geschehens, die historisch allerdings nur zum Teil gesichert sind und in der für Palma typischen Mischung aus Fiktion und Geschichtsschreibung dargeboten werden. Demnach wurde die Verschwörung verraten und Rodil erhielt am Nachmittag des 23. September 1825 die Mitteilung, für neun Uhr abends sei ein Attentat unter Führung seines Majors Montero auf ihn geplant. Er ließ die mutmaßlichen Verschwörer umgehend verhaften und verhören, aber alle leugneten hartnäckig die Existenz einer Verschwörung. Rodil entschied trotzdem, alle Verdächtigen um neun Uhr, also zu der Zeit, zu der das Attentat hätte ausgeführt werden sollen, erschießen zu lassen. Drei Stunden vor dem Termin rief Rodil den Festungsvikar Pater Marieluz, damit er die dreizehn Verurteilten auf den Tod vorbereite und ihnen die Beichte abnehme.
Unmittelbar nach der Hinrichtung der Verschwörer kamen Rodil Palma zufolge Zweifel, ob er tatsächlich alle Beteiligten des Komplotts entdeckt hatte. Er habe Marieluz daher zu sich rufen lassen, da er davon ausging, dass diesem das gesamte Ausmaß der Konspiration von den Hingerichteten vor ihrem Tod offenbart worden sein müsste. Nachdem der Geistliche jegliche Auskunft über den Inhalt der Bekenntnisse unter Hinweis auf das Beichtgeheimnis abgelehnt hatte, stellte Rodil ihn vor die Wahl, entweder auszusagen oder selbst wegen Befehlsverweigerung erschossen zu werden. Pedro Marieluz blieb jedoch bei seiner Weigerung und wurde daraufhin auf Befehl Rodils von vier Füsilieren unter dem Kommando des Hauptmanns Iturralde erschossen.

### Ikonographie

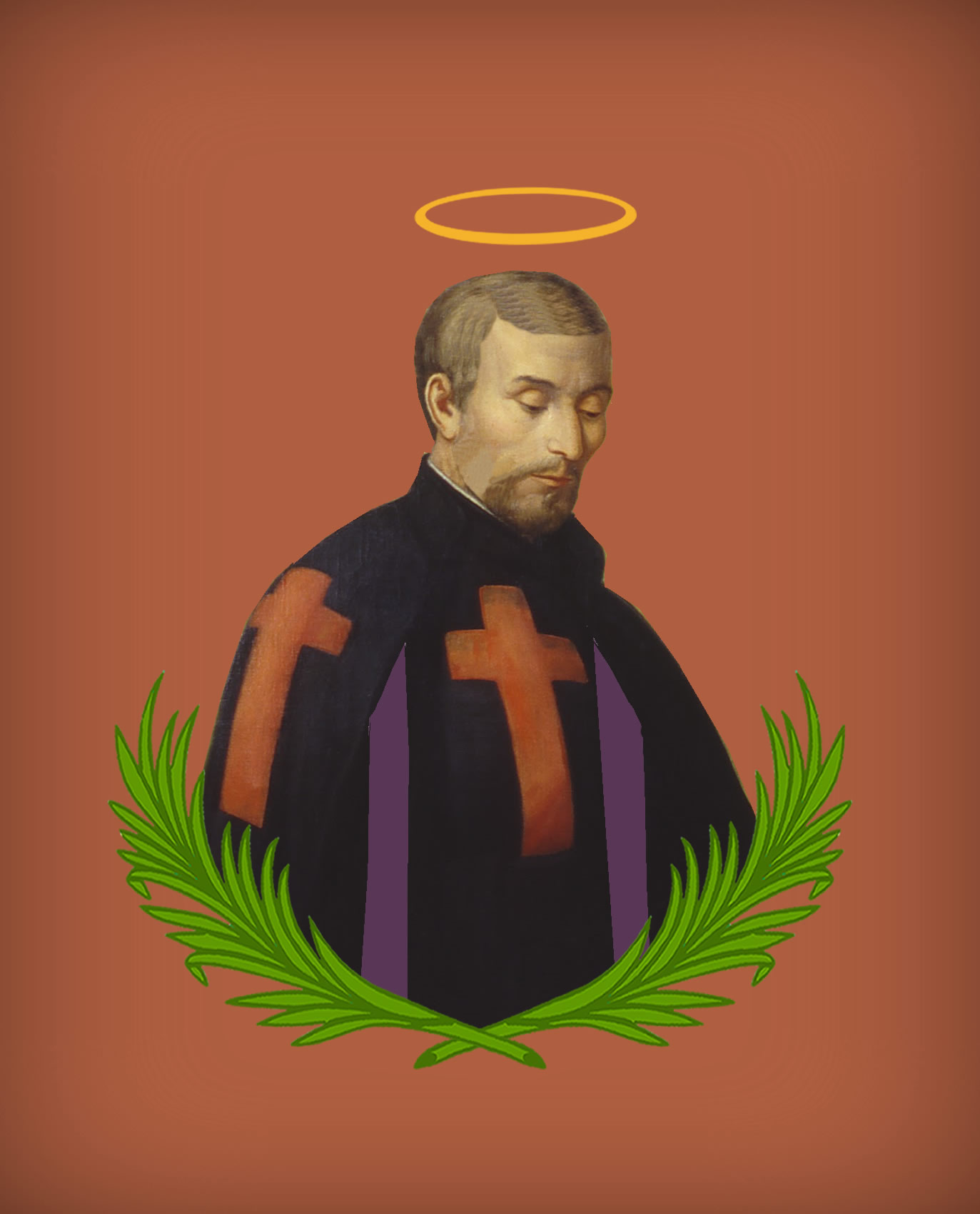
Phantasiedarstellung des Märtyrers mit ikonografischen Attributen: Stola und Palmen

Vor seinem Tod soll er sich auf Anordnung der Schergen oder einer eigenen Eingebung folgend in einen der im Hof bereitgestellten Särge gelegt oder so hingekniet haben, dass er von den Kugeln getroffen gleich in den Sarg fiel. Diese Darstellung findet sich auf einem Holztafelbild aus dem Jahr 1887, das im Konvent der Kamillianer im Stadtteil Barrios Altos von Lima erhalten ist.
Ansonsten wird Pedro Marieluz als bartloser oder kurzbärtiger Ordensmann sehr ähnlich dem heiligen Kamillus von Lellis im Ordenshabit der Kamillianer (schwarze Soutane mit aufgenähtem blutroten Stoffkreuz auf der Brust, weswegen man die Kamillianer in Lima Kruziferarier, also „Kreuzträger“ nannte), manchmal auch mit Chormantel (ebenfalls schwarz mit roten Stoffkreuzen auf den Schultern) gezeigt, wobei er eine violette Beichtstola sowie Märtyrerpalmen als Attribute trägt.

### Verbreitung
Die Geschichte vom Martyrium des Kamillianers Pedro Marieluz wurde seit etwa 1890 und bis in die 1920er Jahre hinein gelegentlich in katholischen Blättern nacherzählt, wobei den Darstellungen immer die von Ricardo Palma verfasste volkstümliche Erzählung zugrunde liegt. Über den badischen Pfarrer und Schullehrer Joseph Anton Keller (1840–1916), der die aus dem Italienischen übersetzte deutsche Fassung der Erzählung einem 1886 erschienenen Salzburger Kirchenblatt entnahm und in seine aus der katholischen Presse zusammentragenen und „je hundertweise“ veröffentlichten Beispielreihen aufnahm, fand die Episode auch Eingang in die deutschsprachige katholische Exempelliteratur jener Zeit.

### Heutige Verehrung
Innerhalb seiner Ordensgemeinschaft wird das Andenken an den Priester gepflegt, so ist das Noviziatshaus der Kamillianer in Lima nach ihm benannt, und sein Seligsprechungsverfahren wird vom Generalpostulator des Ordens weiter betreut.